# Sericochroa guianensis
Sericochroa guianensis är en fjärilsart som beskrevs av William Schaus 1904. Sericochroa guianensis ingår i släktet Sericochroa och familjen tandspinnare. Inga underarter finns listade i Catalogue of Life.